# Leucosticte arctoa
El pinzón montano pardo (Leucosicte arctoa) es una especie de ave paseriforme de la familia Fringillidae propia de las montaña del este de Asia. 
Es un pájaro migragratorio que cría los pastizales de montaña del noreste de Asia, y migra para pasar el invierno en Japón, la isla de Sajalín, las Kuriles, Corea y zonas aledañas de China.